# Tegastes satyrus
Tegastes satyrus är en kräftdjursart som först beskrevs av Claus 1860.  Tegastes satyrus ingår i släktet Tegastes och familjen Tegastidae. Arten är reproducerande i Sverige. Inga underarter finns listade i Catalogue of Life.